# やまかみ梨由
やまかみ 梨由（やまかみ りゆ、11月1日 - ）は、日本のBL・TL漫画家。徳島県出身、兵庫県在住。血液型はA型。

## 経歴
アンソロジー「危ないトライアングル・ラヴ」でデビュー。また初の単行本は1996年にビブロスより出版された「恋愛自覚症状」。

## 作品一覧

### 漫画
- 恋愛自覚症状（1996年、ビーボーイコミックス）
  - （新装版）恋愛自覚症状（2007年、双葉文庫名作シリーズ Boys love)
- 恋人のなまえ（1997年、ビーボーイコミックス）
  - Double lover 恋人のなまえ（2005年、ダイトコミックス BOYS LOVE)
- ヴァニラ（1998年 - 1999年、ディアプラスコミックス）
- たからもの 1～4（1998年 - 2000年、ビーボーイコミックス）
  - たからもの 上巻・下巻（2005年、双葉文庫名作シリーズ Boys love)
- KISS ME（1999年、ディアプラスコミックス）
- あしたは上天気（1999年、Charaコミックス）
- かわいいひと（2000年、Charaコミックス）
- 汝の名は愛（2000年、ゼロコミックス）
- 太陽のロマンス 1～5（2000年 - 2005年、ディアプラスコミックス）
- かわいいひと（2000年、Charaコミックス）
- Deep flower（2001年、Charaコミックス）
- 走れ!王子様（2001年、ビーボーイコミックス）
  - 走れ!王子様 完全版 (2007年、双葉文庫名作シリーズ BOYS LOVE)
- それはやっぱり愛かもね（2002年、Charaコミックス）
- ときめきの生徒会室 1～2（2002年 - 2004年、原作：斑鳩サハラ、ビーボーイコミックス）
  - （新装版）ときめきの生徒会室 1～2（2008年、原作：斑鳩サハラ、ビーボーイコミックス）
- ためいきのくちづけ（2003年、Charaコミックス）
- あなたは僕だけの花（2003年、Dariaコミックス）
- 愛されたいの（2004年、Charaコミックス）
- あなただけを待ってる（2004年、GUSH COMICS）
- ライバルに気をつけろ（2005年、Charaコミックス）
- 飛ぶ、ココロ（2005年、アクションコミックス Boys Loveシリーズ）
- ヒミツのおくすり（2005年、カルト・コミックス X-kidsセレクション）
- 肌まで愛して（2005年、原作：剛しいら、Charaコミックス）
- 恋人の時間（2005年、アクションコミックス Boys Loveシリーズ）
- ぴかぴかDAYs（2006年、ニチブンコミックス KARENコミックス）
- 満たされる唇（2006年、ビーボーイコミックス）
- そして恋になる（2006年、Dariaコミックス）
- 好きかもしれない。1～2（2006年 - 2007年、Charaコミックス）
- ワンダフルライフ 1～2、forever（2007年 - 2013年、GUSH COMICS）
- 最高の君（2007年、アクションコミックス Boys Loveシリーズ）
- コーポラスへようこそ（2007年、Dariaコミックス）
- 従者とオレ様（2008年、ディアプラスコミックス）
- はじまりを聴かせて（2008年、原作：野守美奈、ニチブンコミックス KARENコミックス）
- 遠い眠り（2009年、Charaコミックス）
- 囁くのはその指（2009年、ビーボーイコミックス）
- ひとりじめ（2009年、カルト・コミックス X-kidsセレクション）
- 濡れるカラダ（2010年、ダイトコミックス BLシリーズ）
- 外科医のお気に入り（2010年、Charaコミックス）
- アンチロマンティストの憂鬱 1～2（2010年 - 2012年、原作：鷺沼やすな、ニチブンコミックス KARENコミックス）
- 妄想系男子!（2010年、Charaコミックス）
- サイアクな隣人（2011年、Charaコミックス）
- 刺激的な関係（2012年、バンブーコミックス 麗人セレクション）
- ブラザーズ+1（2012年、ダイトコミックス BLシリーズ）
- ぴかぴかDAYs Reloaded（2012年、ダイトコミックス BLシリーズ）
- だから保育士は苦悩する。（2012年、ニチブンコミックス KARENコミックス）
- 極上ラブソング（2012年、ビーボーイコミックス）
- 殺し文句は二人から（2012年、Charaコミックス）
- ラノベ作家の不埒な日常（2013年、ダイトコミックス BLシリーズ）
- 隣のアクマくん（2014年、Charaコミックス）
- 肉食獣の甘い指（2014年、Charaコミックス）
- スーツと悩める料理人（2014年、GUSH COMICS）
- ライバル～特別な男（2015年、ダイトコミックス BLシリーズ）
- 夜にきみをみつける（2016年、GUSH COMICS）
- 25歳差の部長に朝まで大人のセックスを教えられました（2019年、ダイトコミックス TLシリーズ）
- 溺愛ヤクザが抱き潰す もう絶対、離さへん（2020年、ダイトコミックス TLシリーズ）
- ガテン系社長は絶倫でした。（2021年 - 2022年、ムーグコミックス テレーズ）※連載時は「ガテン系社長と絶倫Ｈ～私の乳首をそんなに弄らないでください。」
- 方言男子は極S上司!? 一番奥でイカせたるき（2021年、SDC TLシリーズ）
- 年下くんにオフィスで脱がされ 口をあけて誘ってみろよ（2022年、SDC TLシリーズ）
- 絶頂任侠 オトナ彼氏はセックスの加減が出来ない（2022年、SDC TLシリーズ）

電子各短話のみ
- 秘密だけどね（2015年、ダリアコミックスe）全1話
- 疼く唇 ―貴方のカラダと血が欲しい―（2019年、デジコレ TEENS LOVE）全1話
- 年下くんは私を溺愛すぎる（2020年 - 2021年、ティラミス）全17話
- 今、抱きしめていい? イケオジさんは私を溺愛する（2021年 - 2024年、ティラミス）全30話
- 転生初心者はサバイバルゲームの世界で恋愛フラグを立てたい（2023年、デジコレ GENERAL）全1話
- 制御不能な溺愛～キミと最後の７日間を～（2023年、comic ポタージュ）全7話

### 挿絵
- カナリア・エキセントリック（1995年、著：鷺沼やすな、ビーボーイノベルズ）
- 月の杯（1996年、著：藤原りん、ショコラノベルス）
- 約束します（1997年、著：生野稜、ビーボーイノベルズ）
- 門の中の楽園 1～2、番外編、約束します（1997年～1998年、著：生野稜、ビーボーイノベルズ）
- 地球儀の庭（1997年、著：神奈木智、キャラ文庫）
- 恋愛時間（1997年、著：木原音瀬、アイスノベルズ）
- ワンモア（1998年、著：ふゆの仁子、GENKI NOVELS）
- 永遠（ねむり）につく前に（1998年、著：榊花月、花丸文庫）
- 僕の中の天体（1998年、著：麻生玲子、アイスノベルズ）
- 風のコラージュ（1998年、著：春原いずみ、キャラ文庫）
- 愛がなければやってられない（1999年、著：菅野彰、ディアプラス文庫）
- バック・トゥ・バック（1999年、著：神谷凪、ショコラノベルス）
- 海岸行き（1999年、著：三浦煌、二見シャレード文庫）
- 泣きべそステップ（1999年、著：鹿住槇、キャラ文庫）
- 学園♂恋愛工作員（1999年、著：西村優紀、角川ルビー文庫）
- ナイト・トレイン（2001年、著：七地寧、ラキアノベルス）
- てのひらのストロベリー・フィールズ（2001年、著：麻生雪奈、ダリアノベルズ）
- ドクターには逆らえない（2002年、著：篁釉以子、キャラ文庫）
- 学者サマの弁明（2004年、著：池戸裕子、キャラ文庫）
- ゆっくり走ろう（2004年、著：榎田尤利、キャラ文庫）
- 芸能界は恋のステージ（2005年、著：渡海奈穂、クロスノベルス）
- 今宵、眼鏡クラブへ。（2006年、著：秀香穂里、プラチナ文庫）
- 個人教授（2007年、著：秀香穂里、ガッシュ文庫）
- 野良犬たちの街（2011年、著：水原とほる、ガッシュ文庫）